# Ингар (река)
Ингар — река в России, протекает в Приволжском районе Ивановской области. Устье реки находится в 5,8 км по правому берегу реки Таха. Длина реки составляет 14 км.
Исток реки находится у деревни Чурилово на границе с Костромской областью в 9 км к северо-востоку от Приволжска. Река течёт на юго-запад, протекает через деревни Ильицино, Дудкино, Колышино. В низовье течёт по восточным окраинам города Приволжска, впадает в Таху несколькими километрами ниже.

## Данные водного реестра
По данным государственного водного реестра России относится к Верхневолжскому бассейновому округу, водохозяйственный участок реки — Волга от города Кострома до Горьковского гидроузла (Горьковское водохранилище), без реки Унжа, речной подбассейн реки — Волга ниже Рыбинского водохранилища до впадения Оки. Речной бассейн реки — (Верхняя) Волга до Куйбышевского водохранилища (без бассейна Оки).
Код объекта в государственном водном реестре — 08010300412110000013438.